# Seria (bướm đêm)
Seria  là một chi bướm đêm thuộc họ Noctuidae.